# Вашингтон Тауншип (округ Грін, Пенсільванія)
Вашингтон Тауншип (англ. Washington Township) — селище (англ. township) в США, в окрузі Грін штату Пенсільванія. Населення — 932 особи (2020).

## Демографія
Згідно з переписом 2010 року, у селищі мешкало 1098 осіб у 420 домогосподарствах у складі 318 родин. Було 447 помешкань
Расовий склад населення:
| - 98,4 % — білих - 0,4 % — чорних або афроамериканців - 0,2 % — азіатів |

До двох чи більше рас належало 1,1 %. Частка іспаномовних становила 0,4 % від усіх жителів.
За віковим діапазоном населення розподілялося таким чином: 22,9 % — особи молодші 18 років, 62,7 % — особи у віці 18—64 років, 14,4 % — особи у віці 65 років та старші. Медіана віку мешканця становила 43,9 року. На 100 осіб жіночої статі у селищі припадало 92,6 чоловіків;  на 100 жінок у віці від 18 років та старших — 94,7 чоловіків також старших 18 років.
Середній дохід на одне домашнє господарство  становив 72 702 долари США (медіана — 58 750), а середній дохід на одну сім'ю — 72 300 доларів (медіана — 60 972). За межею бідності перебувало 9,5 % осіб, у тому числі 19,5 % дітей у віці до 18 років та 5,9 % осіб у віці 65 років та старших.
Цивільне працевлаштоване населення становило 496 осіб. Основні галузі зайнятості: освіта, охорона здоров'я та соціальна допомога — 17,7 %, будівництво — 17,1 %, роздрібна торгівля — 12,7 %.